# 卢阿内克
卢阿内克（法語：Louannec，法語發音：[lwanɛk]）是法国阿摩尔滨海省的一个市镇，位于该省西北部，属于拉尼永区。

## 地理
卢阿内克（48°47'38"N, 3°24'38"W）面积13.91 平方千米，位于法国布列塔尼大區阿摩尔滨海省，该省份为法国西北部沿海省份，位于布列塔尼半岛北部，北濒大西洋英吉利海峡，西接菲尼斯泰尔省，南至莫尔比昂省，东临伊勒-维莱讷省。
与卢阿内克接壤的市镇（或旧市镇、城区）包括：凯尔马里亚叙拉尔、拉尼永、佩罗斯吉雷克、罗斯佩兹、圣凯佩罗斯、特雷莱韦恩。

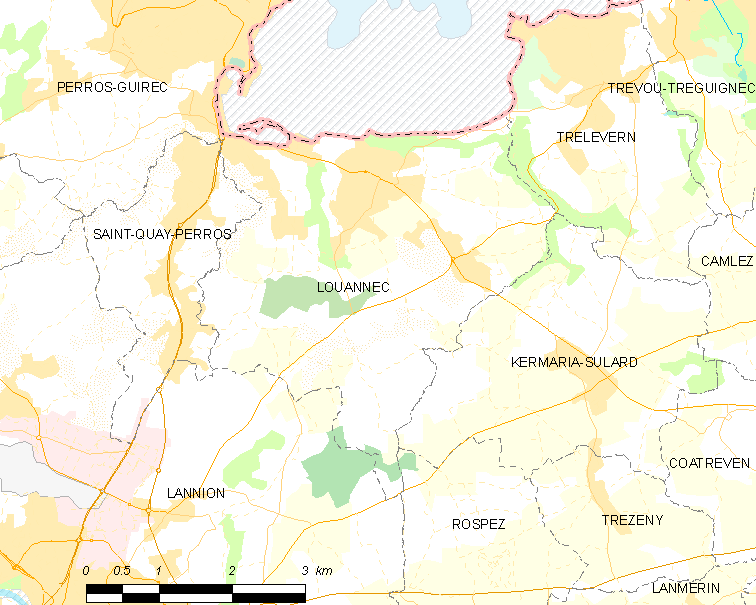
卢阿内克的OSM定位图

卢阿内克的时区为UTC+01:00、UTC+02:00（夏令时）。

## 行政
卢阿内克的邮政编码为22700，INSEE市镇编码为22134。

## 政治
卢阿内克所属的省级选区为佩罗斯吉雷克县。

## 人口

1962-2008年间卢阿内克人口变化图示

卢阿内克于2022年1月1日时的人口数量为3053人。